# Klasztor franciszkanów w Słucku
Klasztor franciszkanów w Słucku − klasztor pod wezwaniem św. Antoniego z Padwy Prowincji Wniebowzięcia Najświętszej Maryi Panny Zakonu Braci Mniejszych w Katowicach położony w archidiecezji mińsko-mohylewskiej.

## Historia
Pierwotny klasztor powstał w 1661 r. w województwie nowogródzkim i w diecezji wileńskiej, od 1898 mińskiej. Początkowo przynależał do prowincji małopolskiej bernardynów a od 1731 litewskiej bernardynów. Jego fundatorem był Samuel Oskierko, sędzia mozyrski i pułkownik wojsk królewskich. Bogusław Radziwiłł, koniuszy wielki litewski w którego dobrach znajdowała się posesja uwolnił klasztor od powinności na rzecz Radziwiłłów. Początkowo był filią konwentu nieświeskiego. W 1734 Andrzej Oskierko zbudował drewniany kościół św. Antoniego. Po pożarze w 1812 odbudowany już jako murowany w stylu barokowym dzięki licznym dobrodziejom. Klasztor żył zasadniczo z kwesty. Miał charakter misyjny gdyż większość okolicznej ludności stanowili prawosławni, protestanci a nawet muzułmanie. Zakonnicy nie prowadzili w tym czasie parafii. Od 1726 w kościele klasztornym czczony był obraz Matki Bożej, malowany na miedzianej blasze, poświęcony przez papieża Aleksandra VII, który przywiózł z Rzymu w 1662 kasztelan Trocki Jan Karol Kopeć. Początkowo obraz znajdował się u benedyktynów w Horodyszczu. W 1832 klasztor uległ kasacie a zakonnicy zostali przeniesieni do Nieświeża gdzie konwent istniał jeszcze do 1864 r. Budynek klasztorny zamieniono w koszary a kościół po latach zamknięcia przejęła miejscowa parafia w 1865 r. Obecnie obiekt nieistniejący.

## Czasy obecne
W 1992 prowincja Wniebowzięcia NMP podjęła się odrodzenia życia zakonnego w Słucku. W tym celu przybył tam o. Aleksy Romanowicz, który podjął się budowy nowego klasztoru i kościoła pod wezwaniem św. Antoniego z Padwy. Kościół został poświęcony przez kard. Kazimierza Świątka 11 listopada 2000 r. Klasztor erygował prowincjał o. Damian Szojda 13 maja 1995.